# Death Grips
Death Grips é uma banda de hip hop experimental fundada em Sacramento em 2010, formada pelo vocalista MC Ride e pelos produtores Zach Hill e Andy Morin, que tocam respectivamente bateria e teclado ao vivo. Seu estilo é descrito como uma mistura de hip hop, hardcore punk, dance music, recitação e noise.

## Discografia

### Mixtapes
- Exmilitary (2011)[5]

### Álbuns de Estúdio
- The Money Store (2012)[6]
- No Love Deep Web (2012)[7]
- Government Plates (2013)[8]
- The Powers That B (2015)[9]
- Bottomless Pit (2016)[10]
- Year of the Snitch (2018)[11]

### Álbuns instrumentais
- Fashion Week (2015)[12]

### EPs
- Death Grips (2011)[13]
- Interview 2016 (2016)[14]
- Steroids (2017)[15]
- Gmail and The Restraining Orders (2019)[16]